# ITN

2022年から使用しているロゴ

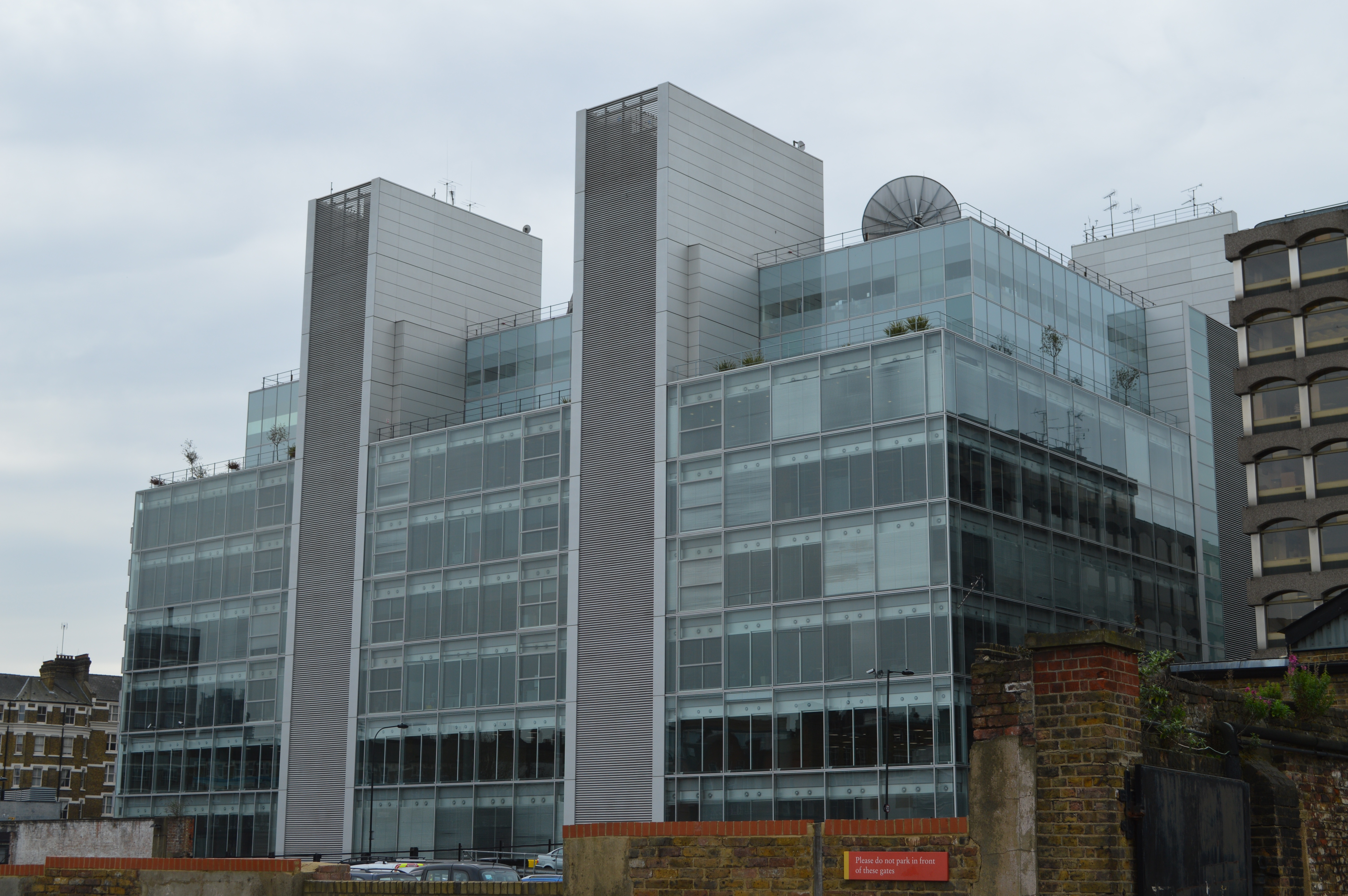
ロンドンにある本社

ITN（Independent Television News）は、イギリスの商業放送向けに報道番組の取材から制作までを行う制作会社。

## ITV
設立当初、イギリスの商業放送はITVに属するテレビ放送局のみであり、これらの放送局に向けた報道番組の制作のために設立。
- ITVランチタイムニュース（英語版）
- ITVイブニングニュース
- ITVウィークエンドニュース（英語版）

### ITV News at Ten

ロゴ (2006-2022)

イギリスを代表する夜のニュース番組である。放送開始時間は10時。1967年7月、BBCより先に（当時としては）大型のニュース番組として開始。1999年から2008年まで、開始時間を10時半とした"News at Ten Thirty"をベースに開始時間が不規則な時期があったが、2008年から再び10時に復活した。
ビッグベンの音やグラフィックによるブランディングと共に、Johnny Pearsonの"The Awakening"という曲がテーマ曲のコンセプトに用いられており、番組開始から1992年までは原曲が用いられていた。1992年から現在までは4～5年ごとにテーマが更新されており、いずれも"The Awaking"をコンセプトにした編曲家のDave Hewsonによるテーマである。
現在のキャスターは2016年1月よりTom Bradbyが勤めている。
過去のキャスターはAlastair  Burnet(1967–1972; 1978–1991)、Trevor Mcdonald(1982; 1989-1999; 2001-2004; 2008)、Mark  Austin(2002–2004; 2008-2015)、リリーフキャスターはJulie Etchingham(2008-)、Alastair Stewart(1989–1992; 2009–)など。

### Regional News
2004年からはロンドン地域のニュース番組の制作を開始。その他の地域はITVネットワーク加盟の各放送局が製作しているが、テロップやタイトルロゴなどは統一されたデザインのものを使用している。

## チャンネル4ニュース
1982年にイギリスの第4のテレビチャンネルで公共放送局のチャンネル4が開局した折、報道番組をITNに委託した。
主に正午と19時に放送する『チャンネル4ニュース』を制作。19時の放送ではニュースを掘り下げて、ITV向けより知識層を狙った構成であるのが長年のウリでもある。
また、チャンネル4ニュースチームは姉妹局であるMore4のニュースも制作していた。

## five
1997年に開局した5番目の全国チャンネルで商業テレビ局のfiveにも制作・配給を行ったが、2005年にfiveはスカイニュースに委託した。2012年より再度ITN制作に戻る。

## ITVニュースチャンネル
ライバルの英国放送協会が24時間ニュースチャンネルBBCニュース24を開始したことに対抗する形で1999年に24時間ニュースチャンネルITNニュースチャンネルの放送を開始。のちにITVニュースチャンネルと改称した。しかし、視聴者がBBCやスカイニュースの半分以下にとどまり、2005年12月に閉局した。

## 日本での展開
一週間の世界のニュースを振り返る番組「World Focus」が、「ワールドニュースアワー」(NHK衛星第1テレビ)にて毎週日曜日、放送されていた。
2007年5月にはTOKYO MXと業務提携し、ニュース番組の相互交換を行うこととなっている。ITNからはロンドン地域ニュースを提供する。